# Casa delle Nozze d’Argento

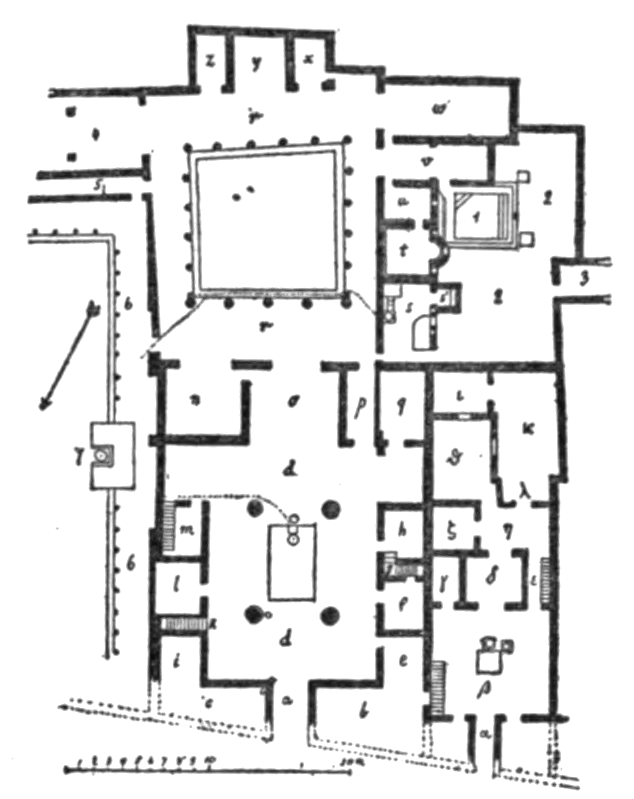
Grundriss des Hauses

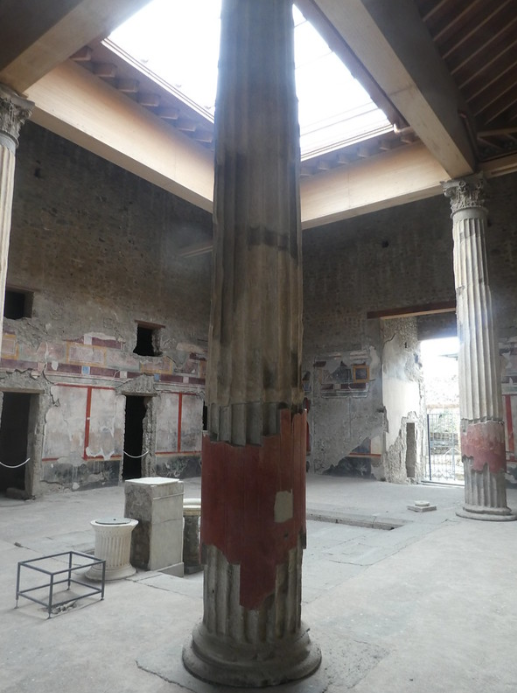
Das Atrium

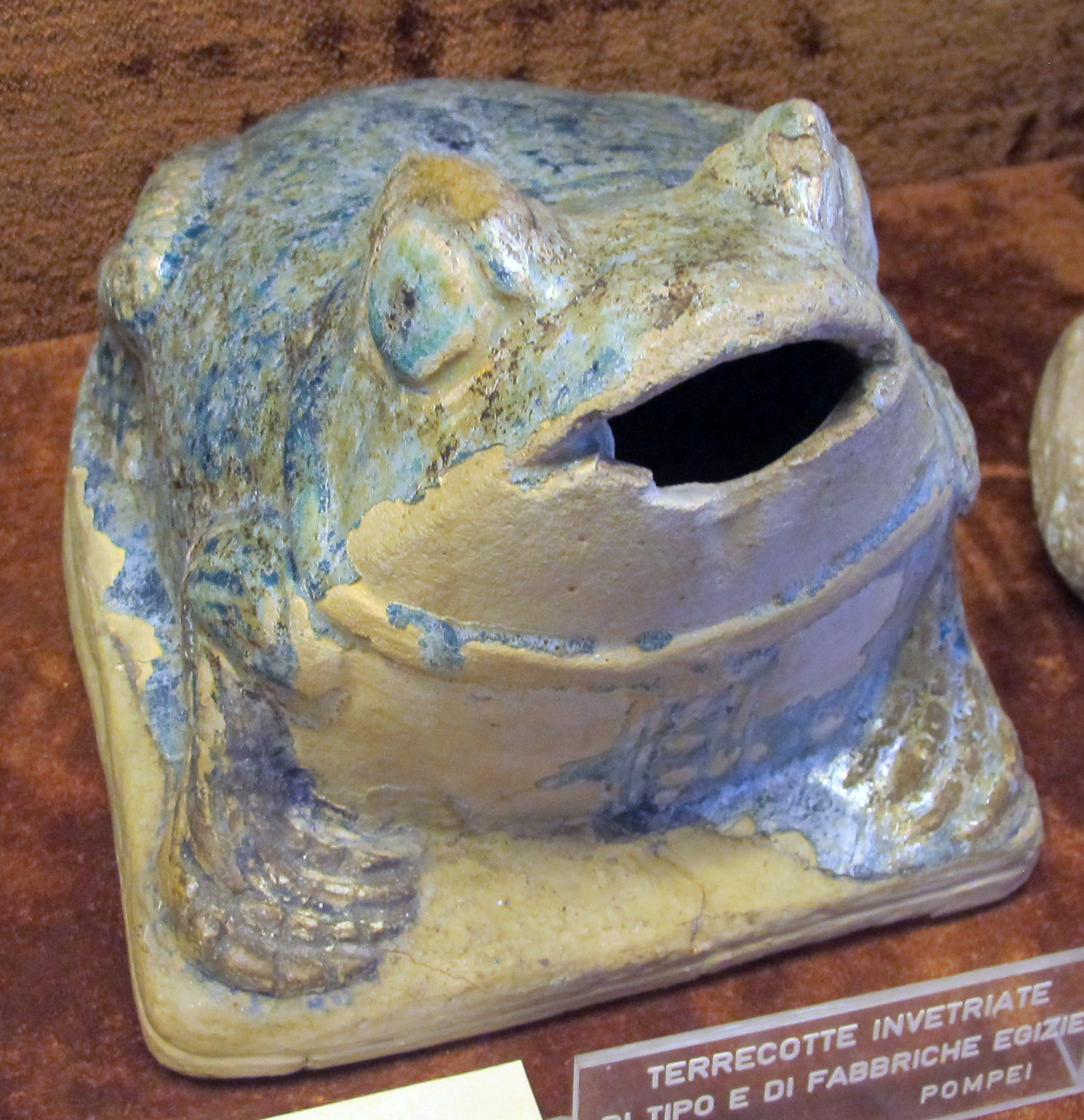
Froschfigur

Bei der Casa delle Nozze d’Argento (Haus der silbernen Hochzeit) handelt sich um ein großes, reich ausgestattetes Wohnhaus einer wohlhabenden Familie in Pompeji (V 2, i). Es wurde von 1891 bis 1908 ausgegraben. 1893 war das Jahr der silbernen Hochzeit des italienischen Königspaares (Umberto I. und Margarethe von Italien). Zu diesem Anlass erhielt das Haus seinen modernen Namen. Der Wohnbau wurde nach den Ausgrabungen überdacht und zum Teil restauriert. Als letzter Bewohner des Hauses kann Lucius Albucius Celsus ausgemacht werden, der einer alten, wohlhabenden Familie entstammte. Der Bau hat palastartige Ausmaße und kopierte offensichtlich einen hellenistischen Palast.

## Beschreibung
Das Haus wurde im zweiten Jahrhundert v. Chr. errichtet. Den Mittelpunkt bildet ein ausgesprochen großes Atrium, das mit vier korinthischen Säulen ausgestattet ist. Es wurde vielleicht um 120 v. Chr. gebaut und ist das bisher größte in Pompeji gefundene Atrium. Die Türen zum Atrium waren einst vier Meter hoch, wurden aber verkleinert, als zu einem späteren Zeitpunkt das Haus ein zweites Stockwerk erhielt. Im Zentrum des Saales befindet sich das mit Marmor ausgekleidete Impluvium. Daneben stehen ein Labrum und ein Marmorbecken. Wasserleitungen, die das Wasser aus dem Impluvium leiteten, sind erhalten und heute noch zu sehen. Die Wände des Atriums sind mit Malereien im 2. Stil dekoriert. Gegenüber dem Eingang, an der anderen Seite des Atriums, befindet sich das Tablinum, dessen Malereien im 4. Stil nur zum Teil erhalten sind. Hinter dem Tablinum befindet sich ein großes Peristyl. Links davon liegt ein großer Garten. Im Garten steht ein Wasserbecken, wo sich vier Statuetten aus glasiertem Ton (Ägyptische Fayence), die offensichtlich Erinnerungen an Ägypten erwecken sollen, fanden. Sie stellen zwei Krokodile und zwei Frösche dar.
Auf der rechten Seite des Peristyls befindet sich ein kleines Privatbad mit Apodyterium, Tepidarium und Caldarium. Ein Schwimmbecken in einem kleineren Garten hinter dem Bad ist Teil von diesem. Diverse Räume an der Rückseite des Peristyls zeigen gut erhaltene Beispiele von Malereien im 2. Stil. Sie wirken eher schlicht. Harald Mielsch vermutet, dass sie einer späten Phase des 2. Stils angehören. Ihre Schlichtheit entspricht nach ihm dem konservativen Geschmack des Auftraggebers.
Besonders bemerkenswert ist ein großer Oecus tetrastylus. Es handelt sich um einen gewölbten Saal, dessen Decke von vier Säulen gestützt wird.

## Graffiti
An den Wänden des Hauses waren diverse Graffiti angebracht, die zum Teil sexueller Natur sind. Eines von ihnen bezeichnet Lucius Albucius als Schwanzlutscher. Ein weiteres nennt Sabina, die wahrscheinlich eine Prostituierte war und vor allem Fellatio anbot: Sabina, du lutscht Schwänze, doch du machst es so schlecht. Ein weiteres Graffito lautet: Fortunatus, du süße Seele, du Superficker, geschrieben von jemanden der es weiss. Andere Graffiti sind weniger eindeutig: Ich liebe Dione (im Peristyl angebracht). Eine andere, längere Inschrift, die auf den 6. Februar 60 n. Chr. datiert, nennt zwei Markttage: Als Kaiser Nero und Cossus (Cornelius) Lentulus, Sohn des Cossus, Konsuln waren, am 8. Tag vor den Iden des Februar, ein Sonntag, der 6. Tag des Mondmonats: Markt in Cumae. Am 5. (vor den Iden): Markt in Pompeji.

## Galerie

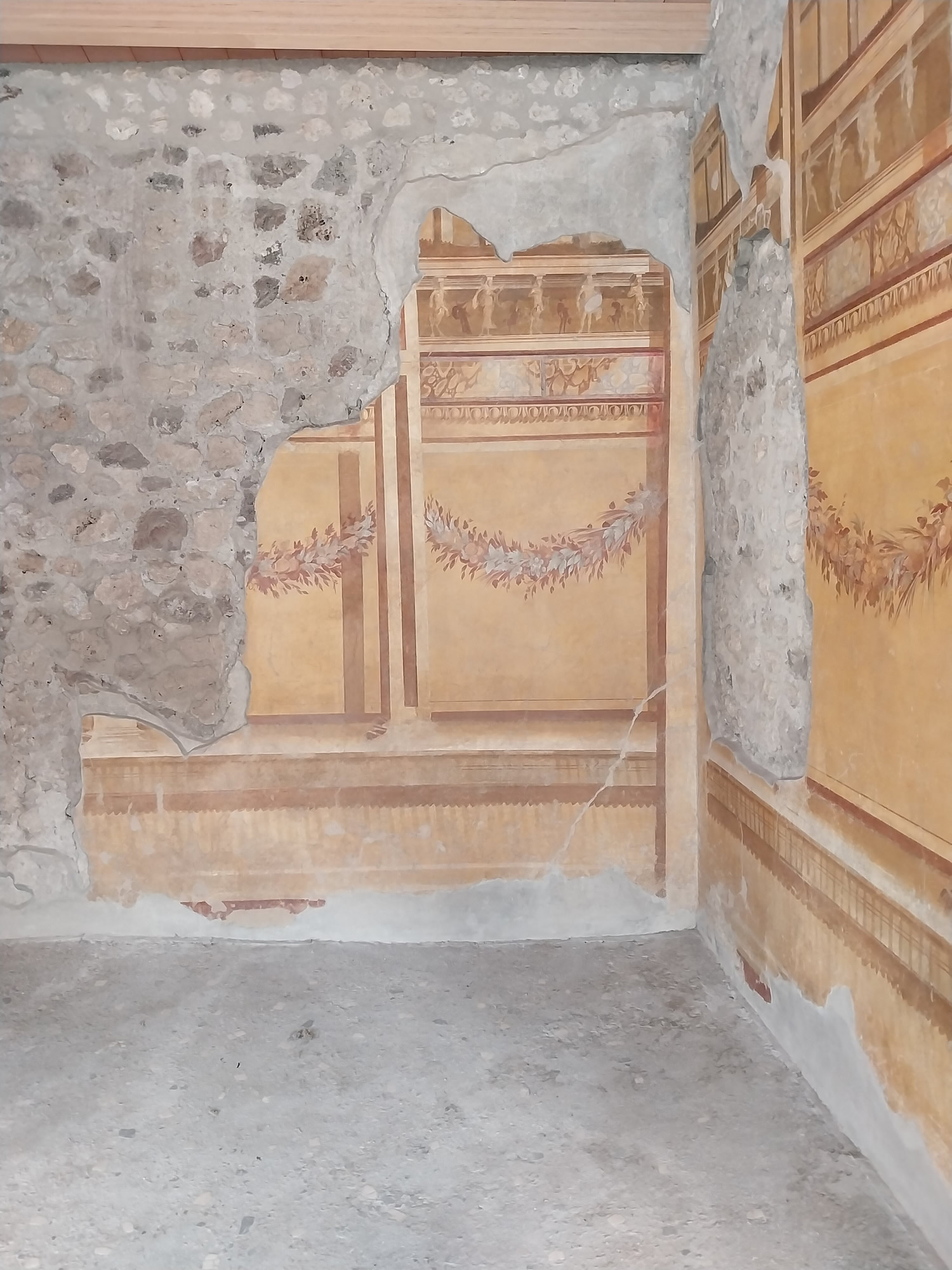
Malerei im 2. Stil
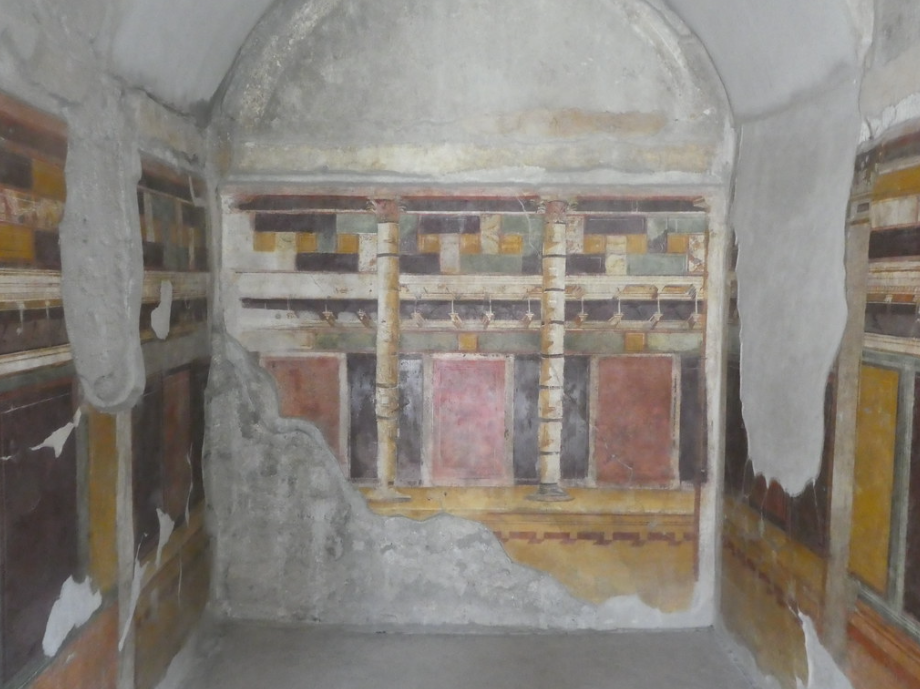
Malerei im 2. Stil
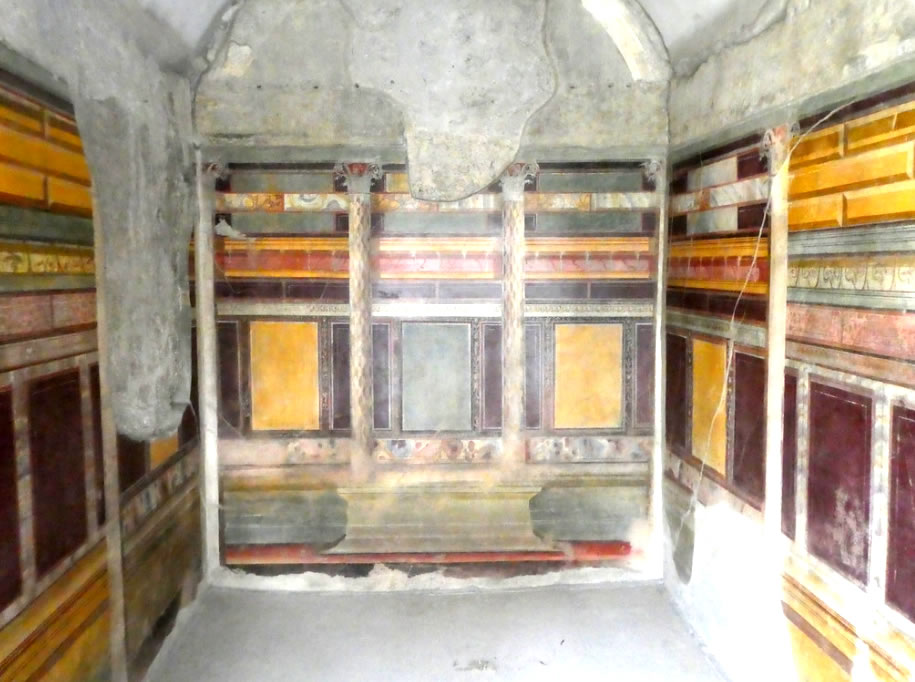
Malerei im 2. Stil
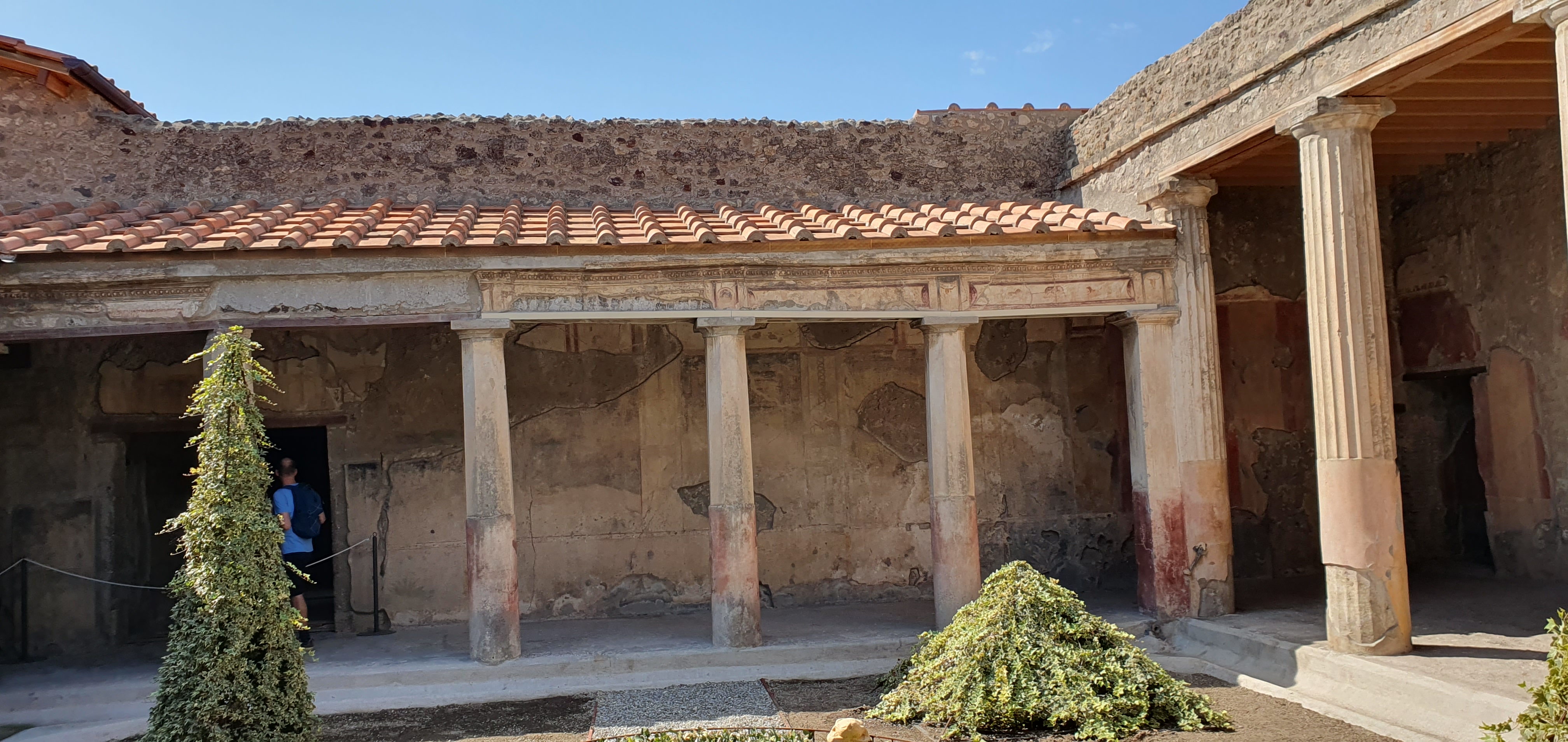
Peristyl
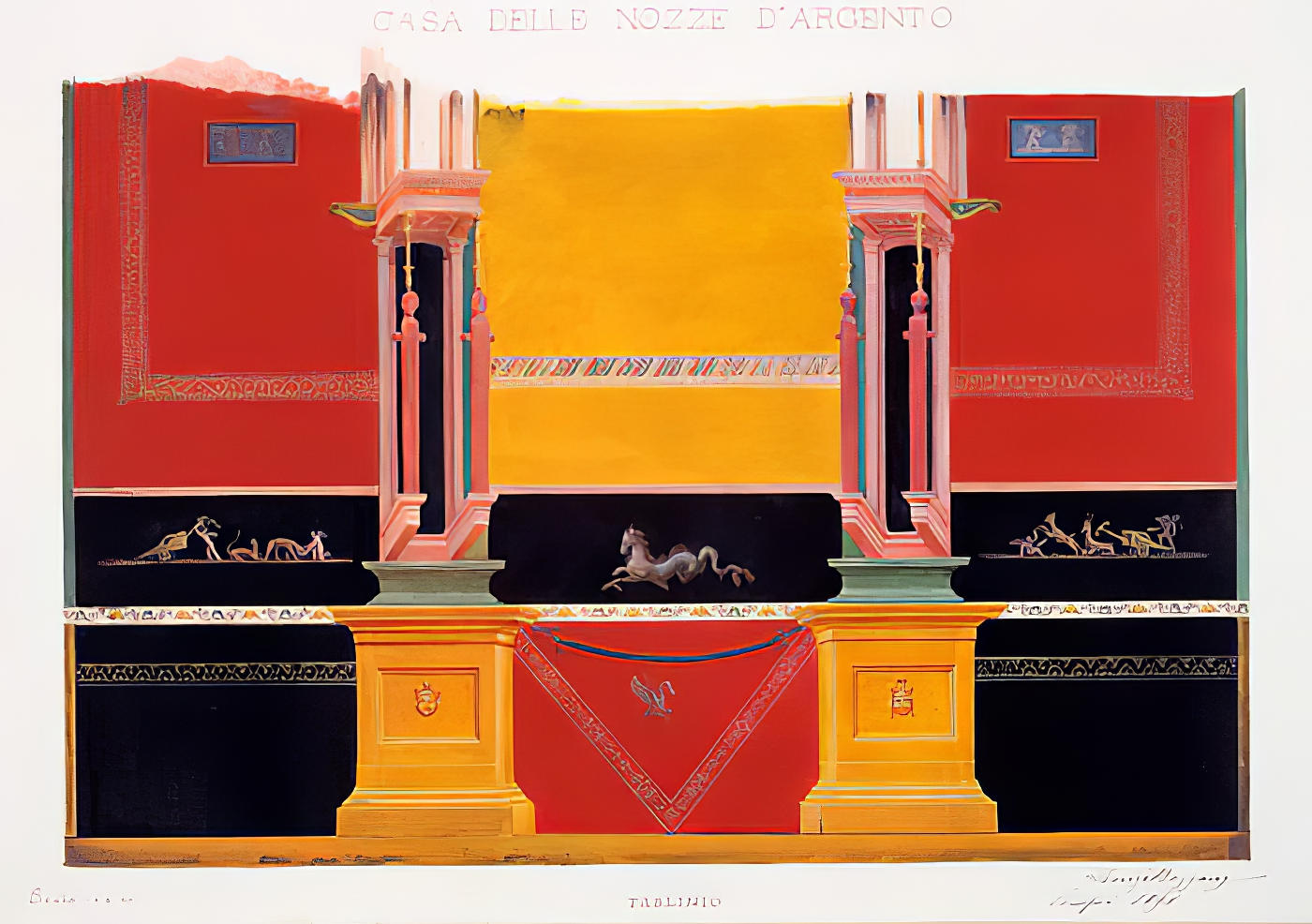
Wandmalerei im Tablinum
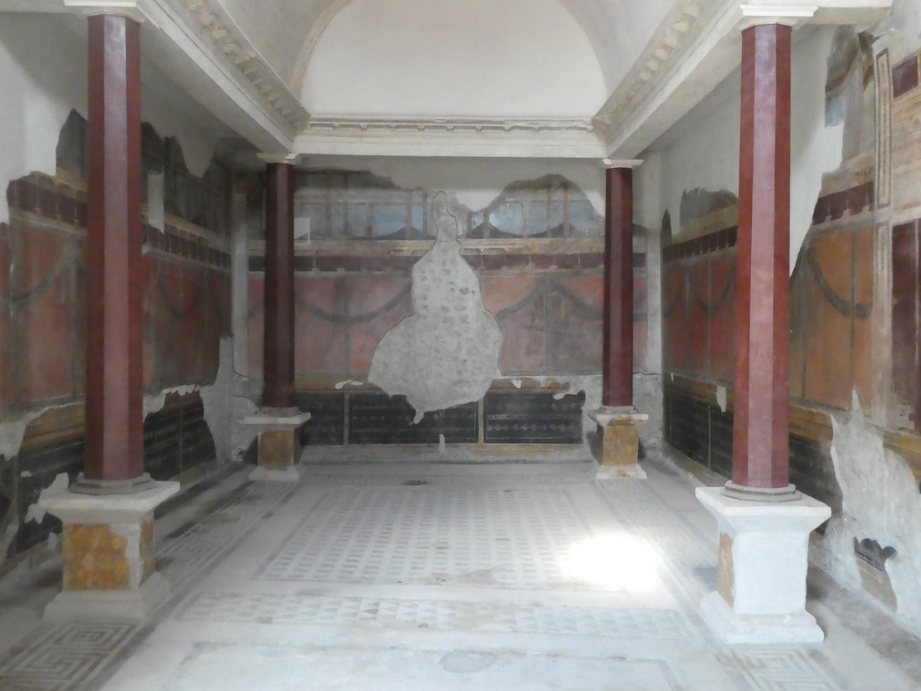
Oecus tetrastylus